# Множественная дискриминация
Мно́жественная дискримина́ция (иногда двойная дискриминация) — дискриминация, проводимая более чем по одному признаку. Понятие множественной дискриминации пока не нашло применения в качестве правовой категории.

## Типы множественной дискриминации
Различают несколько типов множественной дискриминации:
- Множественная дискриминация в узком смысле подразумевает механическое наложение дискриминации по разным признакам: например, дискриминация по полу (сексизм) и по национальности.
- Составная дискриминация характеризуется взаимным наложением и усилением дискриминации по разным признакам: например, дискриминация по религиозному признаку и дискриминация по этнической принадлежности. Другой пример: дискриминация по прописке и дискриминация по национальности, когда к мигрантам титульной нации применяются другие меры и правила, чем к мигрантам других этнических групп.
- Межсекторальная дискриминация означает, что дискриминация по одному признаку является условием или предпосылкой дискриминации по другому признаку: например, дискриминация по признаку гражданства неразрывно связана с этнической дискриминацией. Примером межсекторальной дискриминации может быть случай, когда отказы по причине отсутствия прописки осуществляются лишь в отношении лиц, принадлежащих к национальным меньшинствам.

Случаи, когда признаки, по которым проводится дискриминация, действуют и взаимодействуют друг с другом одновременно, также называют пересекающийся дискриминацией. Анализом взаимосвязи между различными формами или системами угнетения, доминирования или дискриминации занимается теория интерсекциональности (теория пересечений).